# Wil Trapp
William Alexander Trapp (Gahanna, Ohio, EUA, 15 de enero de 1993), conocido simplemente como Wil Trapp, es un futbolista estadounidense. Juega de centrocampista y su equipo es el Minnesota United FC de la Major League Soccer.

## Trayectoria

### Juveniles
Trapp nació en Gahanna, Ohio y es un producto de la academia del Columbus Crew y exjugador del primer equipo de la Secundaria Lincoln, en donde ganó el premio al Jugador del Año de la NSCAA en 2010. En la universidad, Trapp fue a la Universidad de Akron, en donde fue titular en 45 partidos del equipo entre 2011 y 2012.
En su carrera como juvenil, Trapp ganó un gran número de premios. Con el equipo de la academia del Crew, Trapp ganó el Jugador del Año de la Academia en dos ocasiones, en 2009 y luego en 2010. También fue capitán de los equipos sub-16 y sub-18 del club. Con Akron, Trapp fue nombrado al equipo estelar All-MAC en 2011 y en 2012 y al Tercer Equipo All-American de la NSCAAen 2012. También ayudó a la Academia del Crew a ganar el Torneo NAcional NYSA de 2012, el tercer título del equipo en cuatro años.

### Columbus Crew
El 13 de diciembre de 2012 se anunció que Trapp había firmado un contrato como canterano con el Columbus Crew de la Major League Soccer. Trapp hizo su debut profesional con el Crew en un partido de la liga el 6 de julio de 2013 contra los Portland Timbers en el Columbus Crew Stadium, comenzando como titular y jugando los 90 minutos en la victoria 1-0 del equipo de Ohio.
Una vez concluida su primera temporada en la liga, pasó dos semanas entrenando con el PEC Zwolle de la Eredivisie neerlandesa a finales de 2013.

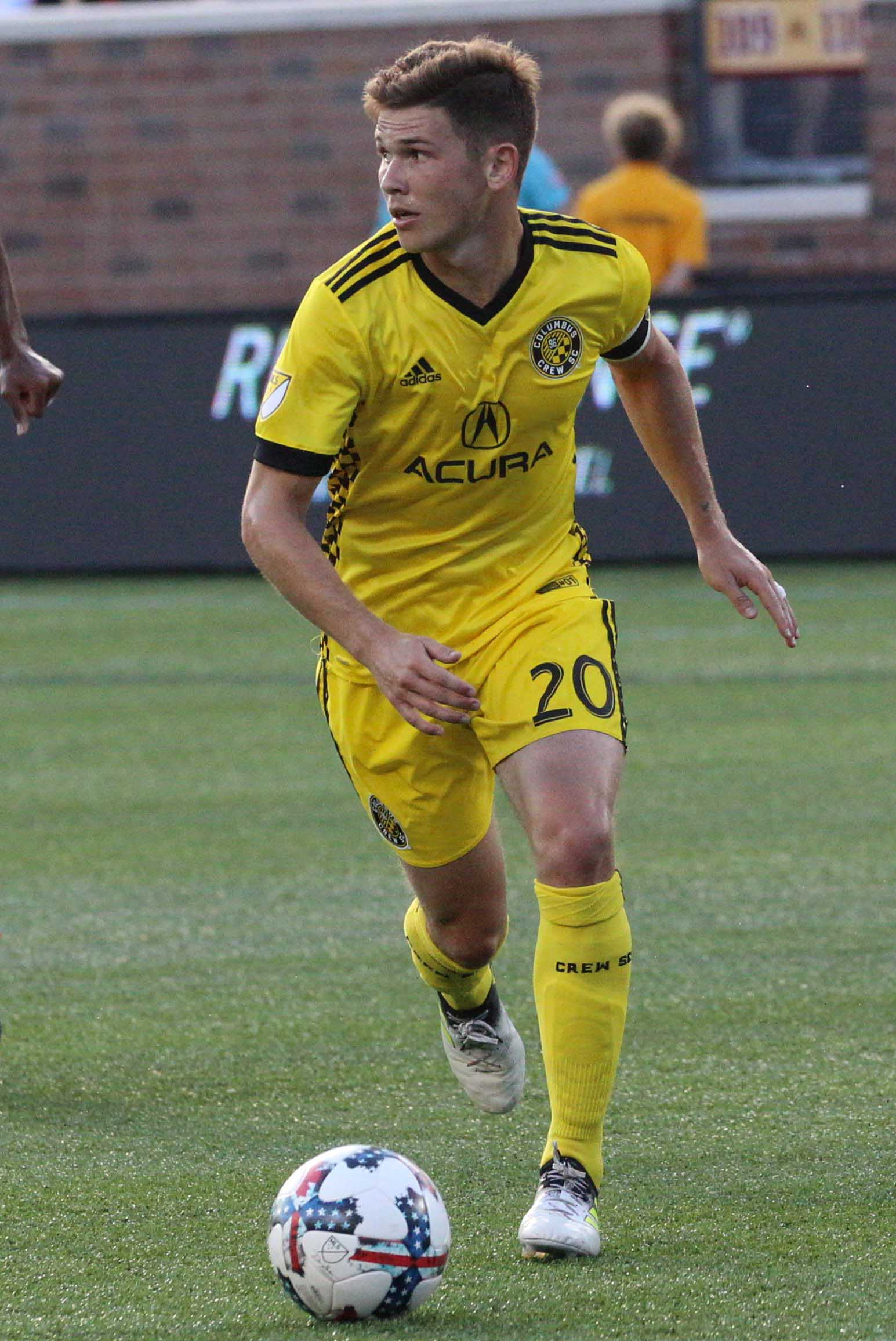
Trapp es el capitán más joven en la historia de la MLS, fue cuando tenía 21 años, 122 días.

En su segunda temporada en los Crew fue nombrado segundo capitán del equipo, por debajo de Michael Parkhurst. Jugó su primer encuentro como capitán del Columbus el 17 de mayo de 2014 ante Portland, fue el capitán más joven en la historia de la MLS con 21 años. Anotó su primer gol profesional el 13 de septiembre en el empate 2-2 contra el Houston Dynamo. Trapp jugó 31 encuentros esa temporada.
Su temporada 2015 estuvo marcada por las lesiones, sufrió una conmoción cerebral y se perdió más de trece encuentros ese año. Jugó los cinco encuentros de playoffs con los Crew, donde luego perdieron la final de la Copa MLS 2015 por 2-1 ante el Portland.
Trapp fue seleccionado para jugar el juego de las estrellas de la MLS 2016 contra el Arsenal. En 2015 Columbus no clasificó a los play offs, y a comienzos de la temporada 2017 el jugador renovó su contrato con el club.
Con el traspaso de Parkhurst al Atlanta United, Trapp tomó el lugar de capitán del equipo, como líder del concilio de líderes del club: Federico Higuaín, Ethan Finlay, Justin Meram, Jonathan Mensah y Josh Williams. En su primera temporada como capitán, Trapp jugó 40 encuentros con los Crew, 34 en la liga, cinco de playoffs y uno en la U.S. Open Cup. Jugó su encuentro número 100 en la MLS el 15 de abril, en la victoria por 2-1 contra el Toronto FC. Ese año Trapp consiguió múltiples récords personales, como su mejor registro de asistencias con cinco, jugó más de 3000 minutos y ganó un lugar en el equipo de la semana de la MLS en tres ocasiones.
Mantuvo su rol como capitán del equipo para 2018. Anotó su segundo gol para el club el 21 de julio al Orlando City, un disparo de 40 yardas que le dio los tres puntos al Columbus, y fue nombrado el gol de la semana de la MLS.
El 31 de enero de 2020 Inter de Miami anunció su fichaje a cambio de 100 000 dólares. Al finalizar la temporada se convirtió en agente libre y se marchó al Minnesota United FC.

## Selección nacional

### Selecciones juveniles
Trapp fue un miembro importante y regular de la selección sub-20 de los Estados Unidos. Fue parte del equipo que participó en el Campeonato Sub-20 de la Concacaf de 2013, el Torneo Esperanzas de Toulon de 2013 y la Copa Mundial de Fútbol Sub-20 de 2013. Trapp jugó los 270 minutos de su selección en el torneo, e inclusio hizo de capitán en el partido ante Francia.
En abril de 2014, Trapp fue incluido en la primera convocatoria de la recientemente creada selección sub-21 de los Estados Unidos para un campamento de entrenamiento en California que servirá para comenzar a sentar las bases del equipo sub-23 que competirá en las eliminatorias a los Juegos Olímpicos de Río de Janeiro de 2016. Un año más tarde,  el 18 de septiembre de 2015, fue incluido en la lista oficial de 23 jugadores que disputarán el Torneo Preolímpico de la Concacaf con miras a los Juegos Olímpicos de Río de Janeiro de 2016.

### Selección mayor
Trapp fue convocado a la selección absoluta estadounidense por primera vez el 24 de enero de 2015, cuando fue incluido en la lista final de futbolistas que viajarían a Chile para un amistoso frente a la selección de ese país en Rancagua el 28 de ese mes. Hizo su debut en ese partido ingresando en el segundo tiempo en reemplazo de Mix Diskerud. Luego de su debut solo jugó un encuentro más durante dos años. Fue llamado a la selección nuevamente por Dave Sarachan en enero de 2018, y fue el capitán de la selección en el encuentro contra Bosnia y Herzegovina el 28 de enero. Desde entonces jugó más encuentros amistosos con su selección, donde destaca el empate 1-1 ante Francia el 9 de junio, selección que ganaría la Copa Mundial de 2018 ese año.

### Participaciones en Copas del Mundo
| Torneo                                | Sede    | Resultado      | Partidos |
| ------------------------------------- | ------- | -------------- | -------- |
| Copa Mundial de Fútbol Sub-20 de 2013 | Turquía | Fase de grupos | 3        |

## Estadísticas

### Clubes
Actualizado a la temporada 2024.
| Club                               | Div.          | Temporada     | Liga  | Liga  | Copas nacionales(1) | Copas nacionales(1) | Torneos internacionales(2) | Torneos internacionales(2) | Total | Total |
| Club                               | Div.          | Temporada     | Part. | Goles | Part.               | Goles               | Part.                      | Goles                      | Part. | Goles |
| ---------------------------------- | ------------- | ------------- | ----- | ----- | ------------------- | ------------------- | -------------------------- | -------------------------- | ----- | ----- |
| Columbus Crew S. C. Estados Unidos | 1.ª           | 2013          | 16    | 0     | 0                   | 0                   | —                          | —                          | 16    | 0     |
| Columbus Crew S. C. Estados Unidos | 1.ª           | 2014          | 30    | 1     | 1                   | 0                   | —                          | —                          | 31    | 1     |
| Columbus Crew S. C. Estados Unidos | 1.ª           | 2015          | 24    | 0     | 1                   | 0                   | —                          | —                          | 25    | 0     |
| Columbus Crew S. C. Estados Unidos | 1.ª           | 2016          | 30    | 0     | 2                   | 0                   | —                          | —                          | 32    | 0     |
| Columbus Crew S. C. Estados Unidos | 1.ª           | 2017          | 39    | 0     | 1                   | 0                   | —                          | —                          | 40    | 0     |
| Columbus Crew S. C. Estados Unidos | 1.ª           | 2018          | 33    | 1     | 0                   | 0                   | —                          | —                          | 33    | 1     |
| Columbus Crew S. C. Estados Unidos | 1.ª           | 2019          | 28    | 0     | 0                   | 0                   | —                          | —                          | 28    | 0     |
| Columbus Crew S. C. Estados Unidos | Total club    | Total club    | 200   | 2     | 5                   | 0                   | 0                          | 0                          | 205   | 2     |
| Inter de Miami Estados Unidos      | 1.ª           | 2020          | 22    | 0     | 0                   | 0                   | —                          | —                          | 22    | 0     |
| Inter de Miami Estados Unidos      | Total club    | Total club    | 22    | 0     | 0                   | 0                   | 0                          | 0                          | 22    | 0     |
| Minnesota United FC Estados Unidos | 1.ª           | 2021          | 32    | 1     | 0                   | 0                   | —                          | —                          | 32    | 1     |
| Minnesota United FC Estados Unidos | 1.ª           | 2022          | 28    | 0     | 1                   | 0                   | —                          | —                          | 29    | 0     |
| Minnesota United FC Estados Unidos | 1.ª           | 2023          | 30    | 0     | 2                   | 0                   | 5                          | 0                          | 37    | 0     |
| Minnesota United FC Estados Unidos | 1.ª           | 2024          | 30    | 1     | —                   | —                   | 0                          | 0                          | 30    | 1     |
| Minnesota United FC Estados Unidos | Total club    | Total club    | 120   | 2     | 3                   | 0                   | 5                          | 0                          | 128   | 2     |
| Total carrera                      | Total carrera | Total carrera | 342   | 4     | 8                   | 0                   | 5                          | 0                          | 355   | 4     |

### Selección nacional
| Selección             | Temporada     | Amistosos | Amistosos | Norteamérica | Norteamérica | Mundial | Mundial | Total | Total |
| Selección             | Temporada     | Part.     | Goles     | Part.        | Goles        | Part.   | Goles   | Part. | Goles |
| --------------------- | ------------- | --------- | --------- | ------------ | ------------ | ------- | ------- | ----- | ----- |
| Adulta Estados Unidos | 2015          | 1         | 0         | 0            | 0            | -       | -       | 1     | 0     |
| Adulta Estados Unidos | 2016          | 1         | 0         | 0            | 0            | -       | -       | 1     | 0     |
| Adulta Estados Unidos | 2017          | 0         | 0         | 0            | 0            | -       | -       | 0     | 0     |
| Adulta Estados Unidos | 2018          | 9         | 0         | 0            | 0            | -       | -       | 9     | 0     |
| Adulta Estados Unidos | 2019          | 7         | 0         | 2            | 0            | -       | -       | 9     | 0     |
| Adulta Estados Unidos | Total         | 18        | 0         | 2            | 0            | 0       | 0       | 20    | 0     |
| Total carrera         | Total carrera | 18        | 0         | 2            | 0            | 0       | 0       | 20    | 0     |

## Palmarés

### Títulos nacionales
| Título                          | Club          | País           | Año  |
| ------------------------------- | ------------- | -------------- | ---- |
| Playoffs Conferencia Este (MLS) | Columbus Crew | Estados Unidos | 2015 |

### Distinciones individuales
| Distinción                                       | Año  |
| ------------------------------------------------ | ---- |
| Futbolista Joven del Año en Estados Unidos       | 2013 |
| Juego de las Estrellas de la Major League Soccer | 2016 |